# ワット・ザ・ヘル
「ワット・ザ・ヘル」（What the Hell）は、アヴリル・ラヴィーンの楽曲。2011年1月11日にRCAレコードからシングルとして発売された。前作「アリス」から約1年ぶりのリリースで、2011年1枚目のシングル。4枚目のスタジオ・アルバム『グッバイ・ララバイ』の先行シングルとしてリリースされた。また、CDシングルのリリースとしては前作「ホット」から約3年4ヶ月ぶりのリリース。
2011年1月11日にRCAレコードからアメリカ合衆国で、2011年2月2日にソニー・ミュージックエンタテインメントから日本で発売された。

## 音楽性
本曲は、日本テレビ系『ザ!世界仰天ニュース』のエンディングテーマに起用された。日本盤のみ、カップリング曲には前作「アリス」のエクステンディッド・ヴァージョンが収録されている。曲の内容は、コーラスが印象的で女の子に向けた、「前向きに生きる事」という想いが込められた「キラキラしたポップロックチューン」に仕上がっており、タイトルも「自由なスピリットで前に進む」という想いが込めている。
hotexpressの平賀哲雄は、「第一印象はパンクスな思考回路であり「スケ8ター・ボーイ」、「ガールフレンド」を退くポジティブアッパーチューン。PVは盗んだタクシーでの暴走や中指立てなどの開放感溢れる仕上がりになっている。」と批評した。

## チャート成績
表題曲「ワット・ザ・ヘル」の着うたフルが日本レコード協会の有料音楽配信認定では2011年3月度でゴールド認定、2011年6月度3月でプラチナ認定された。2011年度の年間レコチョクランキング（着うたフル、着うたフルプラス、シングル）で31位、RIAJ有料音楽配信チャートの年間チャートで27位を獲得した。

## 収録曲
1. ワット・ザ・ヘル [3:39]
作詞・作曲：アヴリル・ラヴィーン、マックス・マーティン、シェルバック
  - 日本テレビ系『ザ!世界仰天ニュース』エンディングテーマ
2. アリス（エクステンディッド・ヴァージョン） [5:00]
作詞・作曲：アヴリル・ラヴィーン
3. ワット・ザ・ヘル（インストゥルメンタル）